# William Townley
William Townley, detto Billy (Blackburn, 14 febbraio 1866 – Blackpool, 30 maggio 1950), è stato un allenatore di calcio e calciatore inglese, di ruolo attaccante.
Durante la sua decennale carriera da calciatore ha vestito le maglie di quattro squadre: Blackburn Olympic, Blackburn Rovers, Darwen e Manchester City, giocando anche per la Nazionale inglese. Da allenatore divenne uno dei pionieri del campionato tedesco, allenando diverse squadre in Germania, Svizzera e Austria: tra le tante formazioni allenate spiccano il Bayern Monaco e la Nazionale olandese quarta ai Giochi olimpici di Parigi 1924.

## Caratteristiche tecniche
Era un'ala sinistra.

## Carriera

### Calciatore
Dopo aver giocato nel Blackburn Olympic, nel 1888 passa ai Rovers dove vince due FA Cup (1890 e 1891), segnando la prima storica tripletta in una finale di FA Cup nel 6-1 rifilato allo Sheffield Wednesday nella finale del 1890. Segna anche una rete nel 3-1 inflitto al Notts County nella finale di FA Cup vinta l'anno dopo. In seguito si trasferisce prima al Darwen e poi al Manchester City, società nella quale appende gli scarpini al chiodo nel 1897 dopo aver totalizzato 142 presenze e 52 gol nei campionati inglesi (con il Blackburn in First Division, con il Darwen e con i Citizens in Second Division).
Il 23 febbraio 1889 viene convocato dalla Nazionale inglese contro il Galles (4-1), giocando anche una partita contro l'Irlanda del Nord (1-9), durante la quale mette a segno una doppietta.

### Allenatore
Il DFC Prag è la prima squadra che allena, guidando la formazione di Praga tra il 1907 e il 1909. In seguito si trasferisce al Karlsruher FV, dove vince il campionato tedesco nel 1910. Dal 1911 allena il Fürth, vincendo due campionati bavaresi (1912 e 1913) e, dopo un breve periodo al Bayern Monaco, ritorna al Fürth, vince anche il campionato tedesco del 1914, oltre al campionato della Germania meridionale. Ritorna al Bayern Monaco nel 1914, poco prima dello scoppio della prima guerra mondiale. Nel dopoguerra ritorna ad allenare il Bayern Monaco, vincendo il campionato della città di Monaco di Baviera e il campionato della Baviera meridionale nel 1920. Nell'agosto del 1920 guida gli svizzeri del San Gallo, prima di ritornare in Germania al Waldhof Mannheim. Successivamente allena anche il Victoria Amburgo e nuovamente il San Gallo. Nel 1924 viene chiamato ad allenare la Nazionale olandese ai Giochi olimpici di Parigi 1924: esclude la Romania (6-0), e l'Irlanda (2-1 dopo i tempi supplementari), arrendendosi alle semifinali contro l'Uruguay (2-1). Infine gioca la finale per il terzo posto, prima pareggiando 1-1 poi perdendo il replay dell'incontro per 3-1 contro la Nazionale di calcio della Svezia. Dopo il periodo al San Gallo ritorna ad allenare il Fürth: vince il campionato tedesco del 1926 e la coppa della Germania meridionale nel 1927. Dopo un breve periodo all'FSV Francoforte ritorna per la quarta ed ultima volta al Fürth, ottenendo un successo nel campionato della Germania meridionale (1931). Conclude la sua carriera da allenatore ad Hannover, dove guida prima l'Eintracht e poi l'Arminia e con quest'ultima vince il suo ultimo titolo, il campionato della Germania settentrionale.

## Palmarès

### Calciatore

#### Competizioni nazionali
- Coppa d'Inghilterra: 2

Blackburn Rovers: 1889-1890, 1890-1891

### Allenatore

#### Competizioni nazionali
- Campionato tedesco: 3

Karlsruher FV: 1909-1910
Fürth: 1913-1914, 1925-1926

#### Competizioni regionali
- Campionato bavarese: 2

Fürth: 1912, 1913
- Campionato della Germania meridionale: 2

Fürth: 1914, 1931
- Campionato di Monaco di Baviera: 1

Bayern Monaco: 1920
- Campionato della Baviera meridionale: 1

Bayern Monaco: 1920
- Coppa della Germania meridionale: 1

Fürth: 1927
- Campionato della Germania settentrionale: 1

Arminia Hannover: 1933